# Serapias todaroi
Serapias todaroi là một loài thực vật có hoa trong họ Lan. Loài này được Tineo miêu tả khoa học đầu tiên năm 1817.